# Stenoplatys clorindae
Stenoplatys clorindae es una especie de insecto coleóptero de la familia Chrysomelidae.
Fue descrita científicamente en 1951 por Jolivet.